# Kim Gwi-hyeon
Kim Gwi-hyeon (en hangul 김귀현) (Imjado, Corea del Sur; 4 de enero de 1990) es un futbolista surcoreano que se desempeña en la posición de mediocampista en el Al-Ahli SC de la Liga de fútbol de Catar.

## Historia
Hace 35 años, en Imjado -una de las tantas islas que conforman Corea del Sur- nació el quinto hijo (primer varón) de una familia de agricultores sordomudos al que bautizaron Gwi Hyeon. El niño ayudaba en el trabajo familiar, iba al colegio y, el resto del tiempo, buscaba cumplir su sueño: ser futbolista.
Así, con sólo ocho años, tuvo que mudarse a Namhae, una ciudad con equipo de fútbol donde pudiera jugar. Allí, conoció al técnico Armando Martínez, quien se convirtió en tutor y padre adoptivo del joven coreano. Y, además, fue quien vio en él algo distinto, algo que pareció decirle "este chico tiene pasta" y, por eso, hace nueve años lo trajo a Argentina para probar suerte en las canchas sudamericanas.
En el año 2013 es transferido al Daegu FC de la K-League.

## Clubes
| Club                 | País          | Año           |
| -------------------- | ------------- | ------------- |
| Vélez Sarsfield      | Argentina     | 2011 - 2013   |
| Daegu FC             | Corea del Sur | 2013 - 2014   |
| Gyeongju Citize      | Corea del Sur | 2015          |
| Al-Nasr Salalah      | Omán          | 2016          |
| Sanat Naft Abadan FC | Irán          | 2016-2017     |
| Al-Ahli SC           | Catar         | 2017-presente |